# 잠수정

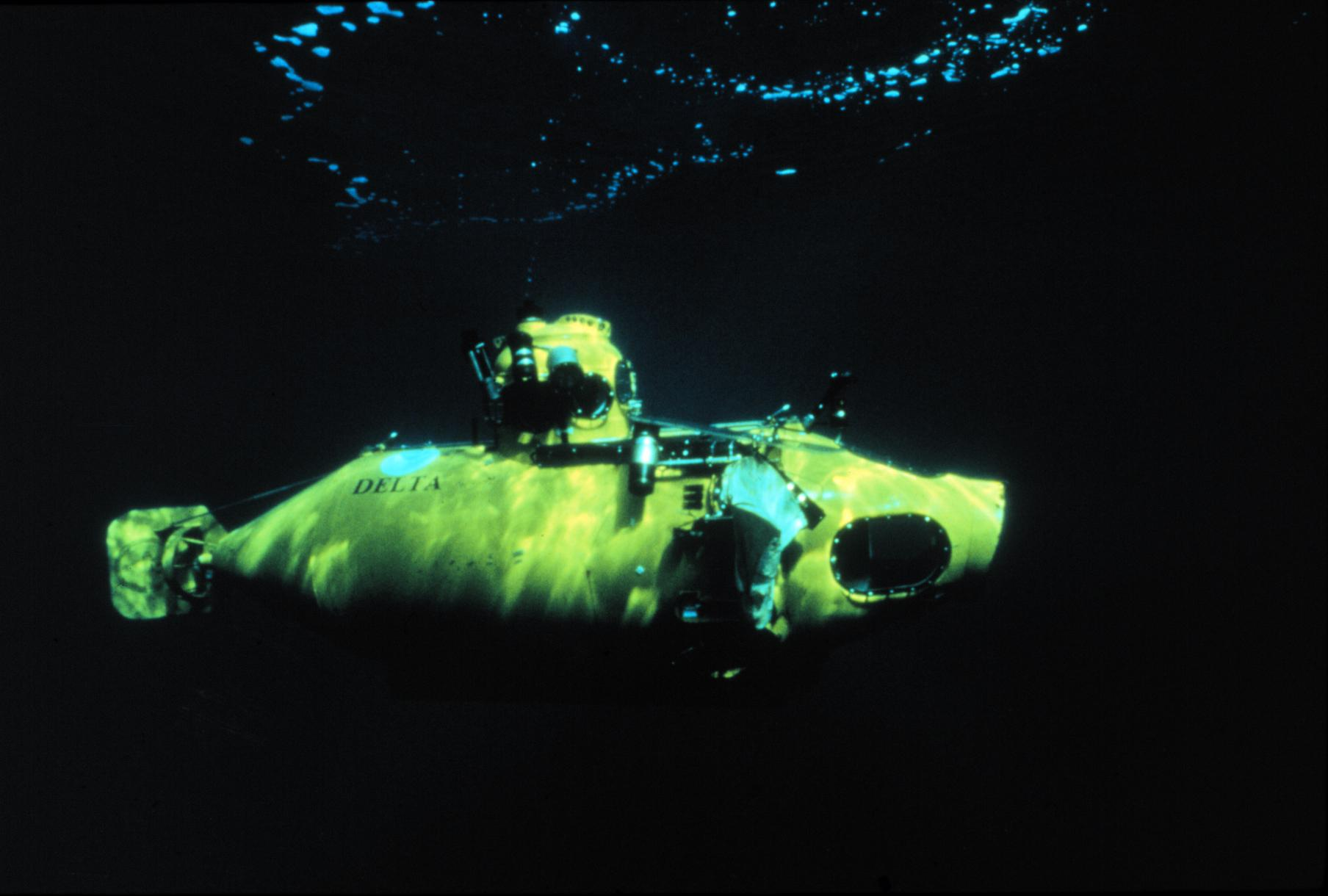

잠수정(潜水艇, submersible)은 물 밑에서 활동할 수 있는 탈것이다. 해저 조사 등 과학 연구를 비롯하여 관광 등의 목적으로 사용되는 것도 포함하는, 거의 모든 수중 선박의 총칭이다. 군용으로 사용될 때는 작은 것을 잠수정이라고 하며, 큰 것은 잠수함이라고 부른다.

## 같이 보기
- 잠수함